# Kotoshōgiku Kazuhiro
Kotoshōgiku Kazuhiro (japanisch 琴奨菊 和弘; * 30. Januar 1984 in Yanagawa, Präfektur Fukuoka als Kikutsugi Kazuhiro (菊次 一弘)) ist ein ehemaliger Sumōringer in der japanischen Makuuchi-Division.

## Beginn der Sumō-Karriere
Kikutsugi schloss sich im Jahr 2001 dem Stall Sadogatake-beya an. Im März 2002 bestritt er sein erstes Turnier unter dem Ringnamen Kotokikutsugi und überzeugte mit einer 6-1 Bilanz. Nur dem späteren Turniersieger Kajiwara (heute: Toyonoshima) musste er sich geschlagen geben. Im nächsten Turnier blieb Kotokikutsugi ohne Niederlage und traf im Playoff um das Jonidan-Yusho erneut auf Kajiwara und verlor den Kampf. Durch zwei überzeugende Turniere in der Sandanme-Division mit einem 5-2 und einem 6-1 gelang ihm nach nur vier Turnieren im professionellen Sumō der Aufstieg in die dritthöchste Division (Makushita). Auch dort debütierte Kotokikutsugi mit einem starken 6-1, im Januar 2003 folgte dann aber das erste Make-koshi seiner Karriere (3-4). Er verbrachte den Rest des Jahres in Makushita, zeigte dabei nur durchschnittliche Leistungen und kassierte im September und November 2003 zwei weitere Make-koshi. Zu Beginn des Jahres 2004 nahm er den Ringnamen Kotoshōgiku an und durch ein 6-1 beim Hatsu Basho schaffte er den Sprung in die oberen Makushita-Ränge. Auf eine 4-3 Bilanz im März folgte im Mai 2004 ein 5-2, welches dann für den Aufstieg in die Jūryō-Division reichte.

## Karriere als Sekitori
In Jūryō erzielte Kotoshōgiku über drei aufeinanderfolgende Turniere konstant gute Ergebnisse. Nach einem 10-5 im Juli, einem 9-6 im September und einem weiteren 10-5 im November 2004 hatte er den Aufstieg in die Makuuchi-Division geschafft. Sein Makuuchi-Debüt (5-10) ging allerdings schief und so musste er wieder den Gang in die Jūryō-Division antreten. Dort gelang ihm dann sein bisher einziger Turniersieg. Das Jūryō-Yusho mit einer Bilanz von 13-2 ermöglichte ihm zudem die sofortige Rückkehr in die Makuuchi. In seinem zweiten Turnier in der obersten Division im Mai 2005 stand er nach sieben Tagen bei 2-5, konnte daraufhin jedoch alle restlichen Kämpfe gewinnen und das Basho mit 10-5 beenden. Danach etablierte er sich sehr schnell in den Maegashira-Rängen. Im November 2006 erreichte er im Rang des Maegashira 2 Ost ein weiteres 10-5. Er besiegte unter anderem den späteren Yokozuna Ama (damals Maegashira 1) sowie den späteren Ōzeki Kisenosato (damals Komusubi) und wurde zum ersten Mal mit einem Sanshō ausgezeichnet.
Im März 2007 wurde Kotoshōgiku erstmals in den Rang eines Sekiwake befördert, konnte diesen jedoch zunächst nicht halten. Vom November 2007 bis zum Juli 2008 befand er sich dann zwar durchgängig in San’yaku, rutsche danach aber doch immer wieder in die Maegashira-Ränge ab. Erst ab dem Januar 2011 überzeugte er durchgängig im Sekiwake-Rang. Das Hatsu Basho schloss er mit einem 11-4 ab, was ihm sein erstes Jun-Yusho und einen weiteren Ginō-shō einbrachte. Er besiegte unter anderem die Ōzeki Baruto und Harumafuji.

### Beförderung zum Ōzeki
Im Mai 2011 erreichte Kotoshōgiku ein 10-5 gefolgt von einem 11-4 im Juli und einem 12-3 im September. Damit hatte er als Sekiwake in drei aufeinanderfolgenden Turnieren 33 Siege gesammelt und wurde schließlich zum Ōzeki befördert. Sowohl in Nagoya als auch beim Aki Basho 2011 konnte er Yokozuna Hakuhō bezwingen.
Bei seinem Ōzeki-Debüt blieb Kotoshōgiku neun Tage lang ungeschlagen und erreichte am Ende ein 11-4. Seit seiner Beförderung konnte er jedoch nur noch selten zweistellige Ergebnisse einfahren. Im November 2012 und auch im Januar 2014 war er Kadoban-Ōzeki. In beiden Fällen war dieser Umstand Verletzungen geschuldet, die dazu geführt hatten, dass er die Turniere zuvor vorzeitig beenden musste und in beiden Fällen konnte er seinen Ōzeki-Rang verteidigen. Im Juli 2014 erhielt er dann aufgrund eines 5-10 im vorherigen Natsu Basho erneut den Kadobanstatus. Wieder konnte er den Rang erfolgreich verteidigen, kämpfte in Nagoya sogar mit um den Turniersieg. Hätte er nicht am letzten Tag gegen Sekiwake Gōeidō verloren, wäre es zu einem Stichkampf zwischen Kotoshōgiku und Hakuhō um den Turniersieg gekommen. Im November 2014 schnitt Kotoshōgiku mit 6-9 ab, sicherte sich aber durch ein 9-6 im Januar seinen Rang ein weiteres Mal. Das Natsu Basho 2015 beendete er wieder mit 6-9. Er war damit im Juli schon zum fünften Mal in seiner Karriere Kadoban-Ōzeki, erreichte zuletzt trotz einer 5-7 Bilanz nach 12 Tagen jedoch wieder ein knappes Kachi-koshi.

### Hatsu-Basho 2016 und erstes Yūshō
Im Januar 2016 kam es dann zu einer Trendwende in der Karriere von Kotoshōgiku. Nachdem er sich im September 2015 schon stark verbessert zu den vergangenen Turnieren zeigte, und zum ersten Mal seit über einem Jahr mehr als 10 Siege erreichte, und er im November, vor allem durch gute Leistungen in der ersten Turnierwoche, keine Zweifel an einem Kachi-koshi zuließ, startete er auch in das Neujahrsturnier im Januar in Tokio sehr gut.
Nach souveränen ersten sieben Tagen, mit Siegen gegen Sekitori mit niedrigerem Rang, ging er am achten Tag ungeschlagen in seinen ersten Kampf gegen einen anderen Ōzeki, seinen langjährigen Konkurrenten Kisenosato. Mit diesem Kampf, ihrem 59., stellten beide den Rekord für die meisten Begegnungen zweier Sumōringer in der obersten Division ein. Kotoshōgiku schaffte es Kisenosato zu besiegen und war im Verlauf auch nach 12 Tagen, unter anderem konnte er dabei die drei mongolischen Yokozuna an drei aufeinanderfolgenden Tagen schlagen, ohne Niederlage und nun der alleinige Führende. Gegen Toyonoshima verlor er seinen einzigen Kampf des Turniers und gewann nach zwei weiteren Siegen das Hatsu-Basho 2016 mit einer Bilanz von 14-1.
Kotoshōgiku beendete dadurch eine zehnjährige Durststrecke japanischer Sumōringer und wurde zum ersten gebürtigen Japaner seit Tochiazuma, der ein Turnier gewinnen konnte.
Nachdem er das Kyushu-Basho 2016 mit einem 5-10 Make-koshi beendet hatte, ging Kotoshōgiku im Januar 2017 als Kadoban-Ōzeki in das Hatsu-Basho. Nach einem erneuten 5-10 Make-koshi erfolgte der Abstieg zum Sekiwake. Im folgenden Haru-Basho, im März 2017, wäre ein 10-5 Kachi-koshi nötig gewesen, um wieder direkt zum Ōzeki aufzusteigen. Mit dem verlorenen Kampf gegen Ōzeki Terunofuji am 14. Turniertag erlitt Kotoshōgiku seine 6. Niederlage. Damit war ihm diese Möglichkeit verbaut.
Es ist fraglich, ob er die Rückkehr in den Rang eines Ōzeki noch einmal schafft. Während der Zeit, in der Kotoshōgiku den Rang eines Ōzeki innehatte, erreichte er nur zweimal innerhalb einer Serie von 5 Wettkämpfen – vom Aki-Basho 2015 bis zum Natsu-Basho 2016 – die nötigen 32 oder mehr Siege in drei aufeinanderfolgenden Turnieren, die ein Sekitori für den Aufstieg zum Ōzeki erkämpfen muss.
Aufgrund eines Make-koshi im September - Turnier 2020 stieg Kotoshōgiku in Jūryō ab. Im folgenden Turnier, im November des gleichen Jahres, trat er beim Stand von 1-6 zurück.

## Kampfstatistik
| Jahr | Hatsu (Januar)         | Haru (März)            | Natsu (Mai)            | Nagoya (Juli)         | Aki (September)        | Kyushu (November)     |
| ---- | ---------------------- | ---------------------- | ---------------------- | --------------------- | ---------------------- | --------------------- |
| 2002 | Maezumo                | Jonokuchi 32 Ost 6-1   | Jonidan 61 Ost 7-0 D   | Sandanme 59 West 5-2  | Sandanme 29 West 6-1   | Makushita 46 Ost 6-1  |
| 2003 | Makushita 20 Ost 3-4   | Makushita 30 Ost 4-3   | Makushita 24 West 4-3  | Makushita 19 Ost 5-2  | Makushita 10 West 3-4  | Makushita 17 West 3-4 |
| 2004 | Makushita 22 Ost 6-1   | Makushita 6 West 4-3   | Makushita 5 West 5-2   | Juryo 13 Ost 10-5     | Juryo 5 West 9-6       | Juryo 3 West 10-5     |
| 2005 | Maegashira 16 Ost 5-10 | Juryo 4 Ost 13-2 Y     | Maegashira 14 Ost 10-5 | Maegashira 9 Ost 8-7  | Maegashira 6 Ost 7-8   | Maegashira 7 Ost 6-9  |
| 2006 | Maegashira 10 W 8-7    | Maegashira 8 Ost 9-6   | Maegashira 3 Ost 9-6   | Maegashira 1 Ost 3-12 | Maegashira 7 West 10-5 | Maegashira 2 Ost 10-5 |
| 2007 | Maegashira 1 Ost 9-6   | Sekiwake 1 West 7-8    | Komusubi 1 West 7-8    | Maegashira 1 Ost 5-10 | Maegashira 3 West 10-5 | Komusubi 1 West 9-6   |
| 2008 | Komusubi 1 Ost 9-4-2   | Sekiwake 1 West 8-7    | Sekiwake 1 West 8-7    | Sekiwake 1 West 6-9   | Maegashira 1 Ost 6-9   | Maegashira 3 Ost 9-6  |
| 2009 | Maegashira 1 Ost 6-9   | Maegashira 2 Ost 6-9   | Maegashira 6 Ost 10-5  | Komusubi 1 West 8-7   | Sekiwake 1 West 6-9    | Maegashira 2 Ost 10-5 |
| 2010 | Komusubi 1 Ost 6-9     | Maegashira 3 West 10-5 | Komusubi 1 Ost 9-6     | Sekiwake 1 West 5-10  | Maegashira 3 Ost 9-6   | Maegashira 1 West 9-6 |
| 2011 | Sekiwake 1 West 11-4 J | abgesagt               | Sekiwake 1 Ost 10-5    | Sekiwake 1 Ost 11-4   | Sekiwake 1 Ost 12-3 J  | Ozeki 2 West 11-4     |
| 2012 | Ozeki 1 West 8-7       | Ozeki 3 West 9-6       | Ozeki 2 West 10-5      | Ozeki 1 West 10-5     | Ozeki 2 Ost 2-2-11     | Ozeki 2 Ost 8-7       |
| 2013 | Ozeki 2 West 8-7       | Ozeki 2 West 8-7       | Ozeki 2 Ost 11-4       | Ozeki 1 West 9-6      | Ozeki 2 Ost 10-5       | Ozeki 1 West 1-2-12   |
| 2014 | Ozeki 2 Ost 9-6        | Ozeki 1 West 8-7       | Ozeki 1 West 5-10      | Ozeki 1 West 12-3 J   | Ozeki 1 Ost 9-6        | Ozeki 1 Ost 6-9       |
| 2015 | Ozeki 1 West 9-6       | Ozeki 1 West 8-7       | Ozeki 1 West 6-9       | Ozeki 2 Ost 8-7       | Ozeki 2 West 11-4      | Ozeki 2 Ost 8-6-1     |
| 2016 | Ozeki 2 Ost 14-1       | Ozeki 1 Ost 8-7        | Ozeki 2 Ost 10-5       |                       |                        |                       |